# Plesiopalacephala castanea
Plesiopalacephala castanea är en skalbaggsart som beskrevs av Johann Christoph Friedrich Klug 1855. Plesiopalacephala castanea ingår i släktet Plesiopalacephala och familjen Melolonthidae. Inga underarter finns listade i Catalogue of Life.